# ひとひら (今井美樹の曲)
「ひとひら」は、今井美樹の28枚目のシングル。2009年10月28日発売。発売元はEMIミュージック・ジャパン。

## 解説
表題曲「ひとひら」は川江美奈子作詞・作曲でトヨタ自動車「アイシス」"Link-up CM"曲。
カップリングはYuji Ohno & Lupintic Fiveとのコラボレーションによる「瞳がほほえむから」を収録。

## 収録曲
1. ひとひら
作詞・作曲　川江美奈子／編曲　河野圭
2. 瞳がほほえむから with Yuji Ohno & Lupintic Five
作詞　岩里祐穂／作曲　上田知華／編曲　大野雄二
3. ひとひら〈Instrumental〉